# Hexethal
Hexethal (Ortal) là một dẫn xuất barbiturat được phát minh vào những năm 1940. Nó có tính chất an thần, giải lo âu, giãn cơ và chống co giật, và được sử dụng chủ yếu như một thuốc gây mê trong thú y.
Hexethal được coi là có tác dụng tương tự như pentobarbital, với tác dụng khởi phát rất nhanh nhưng thời gian tác dụng ngắn.